# Середньоільясово
Середньоілья́сово (рос. Среднеильясово) — присілок у складі Червоногвардійського району Оренбурзької області, Росія.

## Населення
Населення — 173 особи (2010; 240 у 2002).
Національний склад (станом на 2002 рік):
- башкири — 91 %